# Jean Lefrançois
Pour les articles homonymes, voir Lefrançois.
Jean Lefrançois est un homme politique français né le 17 octobre 1790 à La Membrolle-sur-Longuenée (Maine-et-Loire) et décédé le 24 février 1852 à La Membrolle.
Chirurgien militaire, il est fait prisonnier en 1813 à Leipzig. À son retour, il est nommé à l'hôpital de Strasbourg et devient docteur en médecine. Il revient ensuite en Maine-et-Loire, à La Membrolle, puis à Angers. Affilié aux sociétés secrètes et militant républicain, il est conseiller municipal d'Angers en 1831, conseiller d'arrondissement en 1833, conseiller général en 1840 et député de Maine-et-Loire de 1848 à 1849, siégeant à gauche.
Non-réélu aux élections générales du 13 mai 1849 pour l'Assemblée législative, il posa, le 8 juillet 1849, sa candidature républicaine dans une élection partielle de Maine-et-Loire, mais il échoua avec 7 960 voix, contre 47561 à l'élu conservateur, M. Du Petit-Thouars ; il reprit alors l'exercice de la médecine à Angers.

## Sources
- « Jean Lefrançois », dans Adolphe Robert et Gaston Cougny, Dictionnaire des parlementaires français, Edgar Bourloton, 1889-1891 [détail de l’édition]